# Leichtathletik-Weltmeisterschaften 2003/10.000 m der Frauen

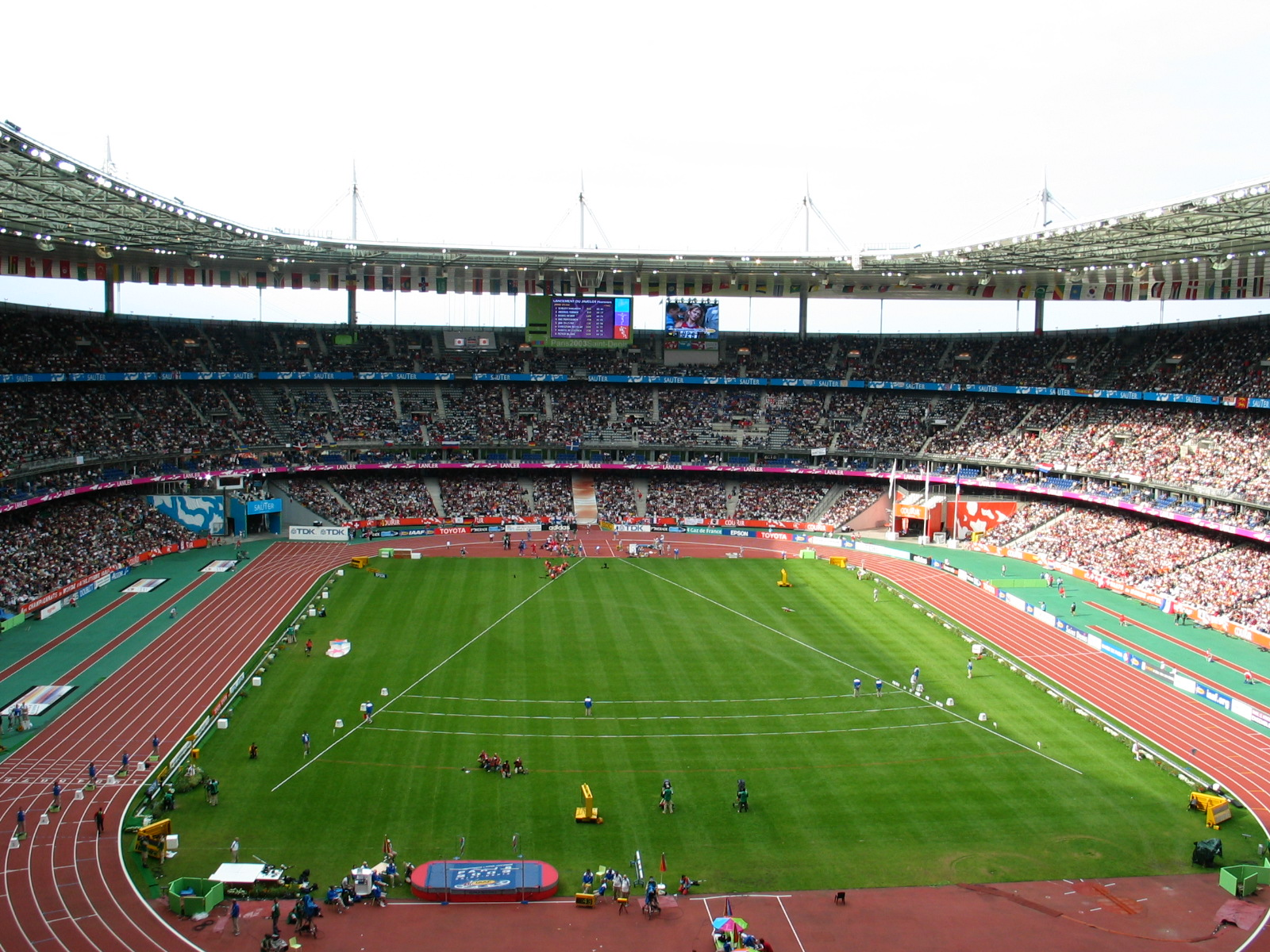
Stade de France in Paris/Saint-Denis am Schlusstag der Leichtathletik-Weltmeisterschaften

Der 10.000-Meter-Lauf der Frauen bei den Leichtathletik-Weltmeisterschaften 2003 wurde am 23. August 2003 im Stade de France der französischen Stadt Saint-Denis unmittelbar bei Paris ausgetragen.
In diesem Wettbewerb erzielten die äthiopischen Langstreckenläuferinnen einen Doppelsieg. Es gewann die Vizeweltmeisterin von 2001 und Afrikameisterin von 1993 Berhane Adere, die 1998 außerdem Afrikameisterin über 5000 Meter war. Rang zwei belegte Werknesh Kidane. Bronze ging an die chinesische Siegerin der Asienspiele 2002 über 5000 und 10.000 Meter Sun Yingjie.

## Rekorde

### Bestehende Rekorde
| Weltrekord | 29:31,78 min | Wang Junxia | Peking, Volksrepublik China | 8. September 1993 |
| WM-Rekord  | 30:24,56 min | Gete Wami   | WM 1999 in Sevilla, Spanien | 26. August 1999   |

### Rekordverbesserung
Die äthiopische Weltmeisterin Berhane Adere verbesserte den bestehenden WM-Rekord im Finale am 23. August um 20,38 Sekunden auf 30:04,18 min.
Es gab einen Kontinentalrekord, einen Junioren-Weltrekord und drei Landesrekorde:
- Kontinentalrekord:
  - 30:37,68 min (Ozeanienrekord) – Benita Johnson Australien
- Junioren-Weltrekord:
  - 30:31,55 min – Xing Huina Volksrepublik China
- Landesrekorde:
  - 30:12,53 min – Lornah Kiplagat Niederlande
  - 30:23,07 min – Alla Schiljajewa Russland
  - 31:06,14 min – Jeļena Prokopčuka Lettland

## Durchführung
Bei nur 26 Teilnehmerinnen waren keine Vorläufe notwendig, alle Läuferinnen traten gemeinsam zum Finale an.

## Ergebnis
23. August 2003, 20:15 Uhr
| Platz | Athletin            | Land                   | Zeit (min)  |
| ----- | ------------------- | ---------------------- | ----------- |
|       | Berhane Adere       | Äthiopien              | 30:04,18 CR |
|       | Werknesh Kidane     | Äthiopien              | 30:07,15    |
|       | Sun Yingjie         | Volksrepublik China    | 30:07,20    |
| 04    | Lornah Kiplagat     | Niederlande            | 30:12,53 NR |
| 05    | Alla Schiljajewa    | Russland               | 30:23,07 NR |
| 06    | Galina Bogomolowa   | Russland               | 30:26,20    |
| 07    | Xing Huina          | Volksrepublik China    | 30:31,55 WJ |
| 08    | Benita Johnson      | Australien             | 30:37,68 OZ |
| 09    | Ejegayehu Dibaba    | Äthiopien              | 31:01,07    |
| 10    | Jeļena Prokopčuka   | Lettland               | 31:06,14 NR |
| 11    | Kayoko Fukushi      | Japan                  | 31:10,57    |
| 12    | Deena Kastor        | USA                    | 31:17,86    |
| 13    | Mihaela Botezan     | Rumänien               | 31:28,72    |
| 14    | Yōko Shibui         | Japan                  | 31:42,01    |
| 15    | Megumi Oshima       | Japan                  | 31:47,00    |
| 16    | Lidija Grigorjewa   | Russland               | 31:49,41    |
| 17    | Elva Dryer          | USA                    | 31:59,81    |
| 18    | Helena Javornik     | Slowenien              | 32:01,57    |
| 19    | Salina Jebet Kosgei | Kenia                  | 32:09,15    |
| 20    | Anikó Kálovics      | Ungarn                 | 32:15,96    |
| 21    | Sonja Stolic        | Serbien und Montenegro | 33:08,87    |
| 22    | Nataliya Berkut     | Ukraine                | 33:12,84    |
| 23    | Yesenia Centeno     | Spanien                | 33:32,50    |
| DNF   | Fernanda Ribeiro    | Portugal               |             |
| DNF   | Derartu Tulu        | Äthiopien              |             |
| DNF   | Sabrina Mockenhaupt | Deutschland            |             |
| DNS   | Marie Davenport     | Irland                 |             |
| DNS   | Adriana Fernández   | Mexiko                 |             |

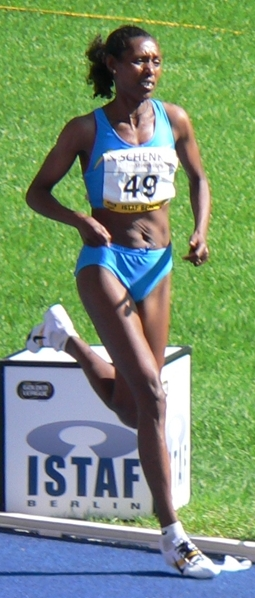
Weltmeisterin wurde die WM-Zweite von 2001 Berhane Adere

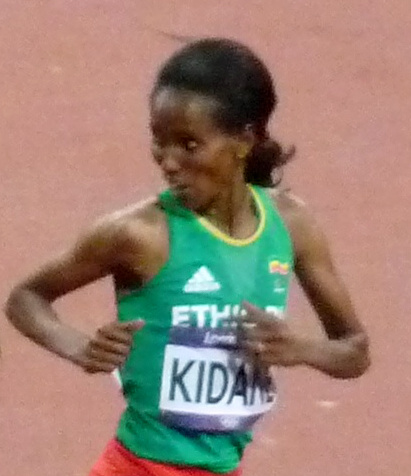
Vizeweltmeisterin Werknesh Kidane

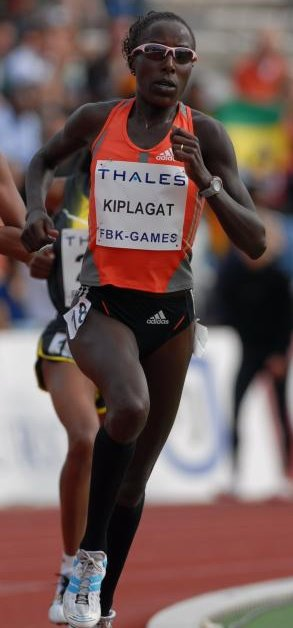
Die viertplatzierte Lornah Kiplagat
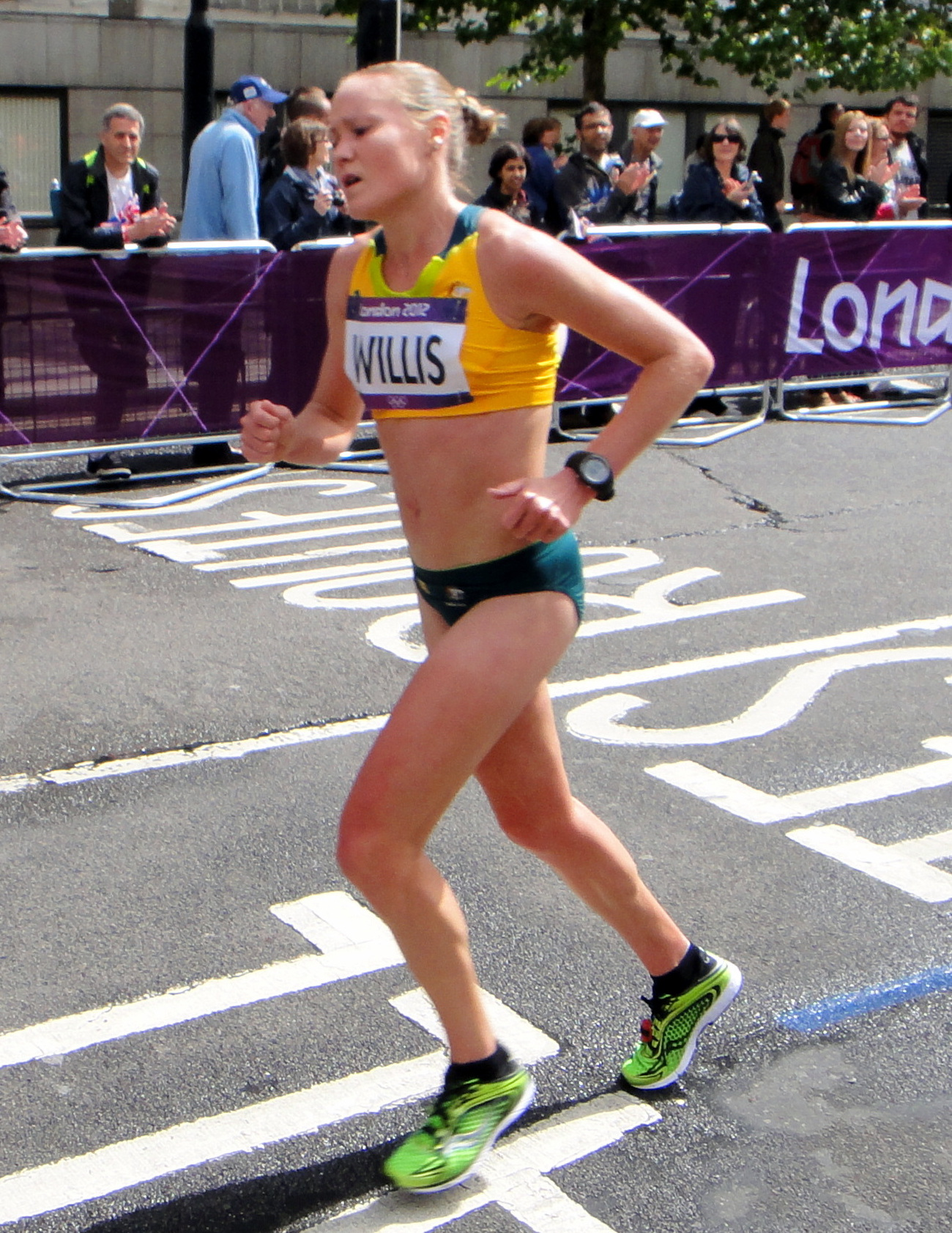
Benita Johnson, spätere Benita Willis, belegte Rang acht und stellte dabei einen neuen Ozeanienrekord auf
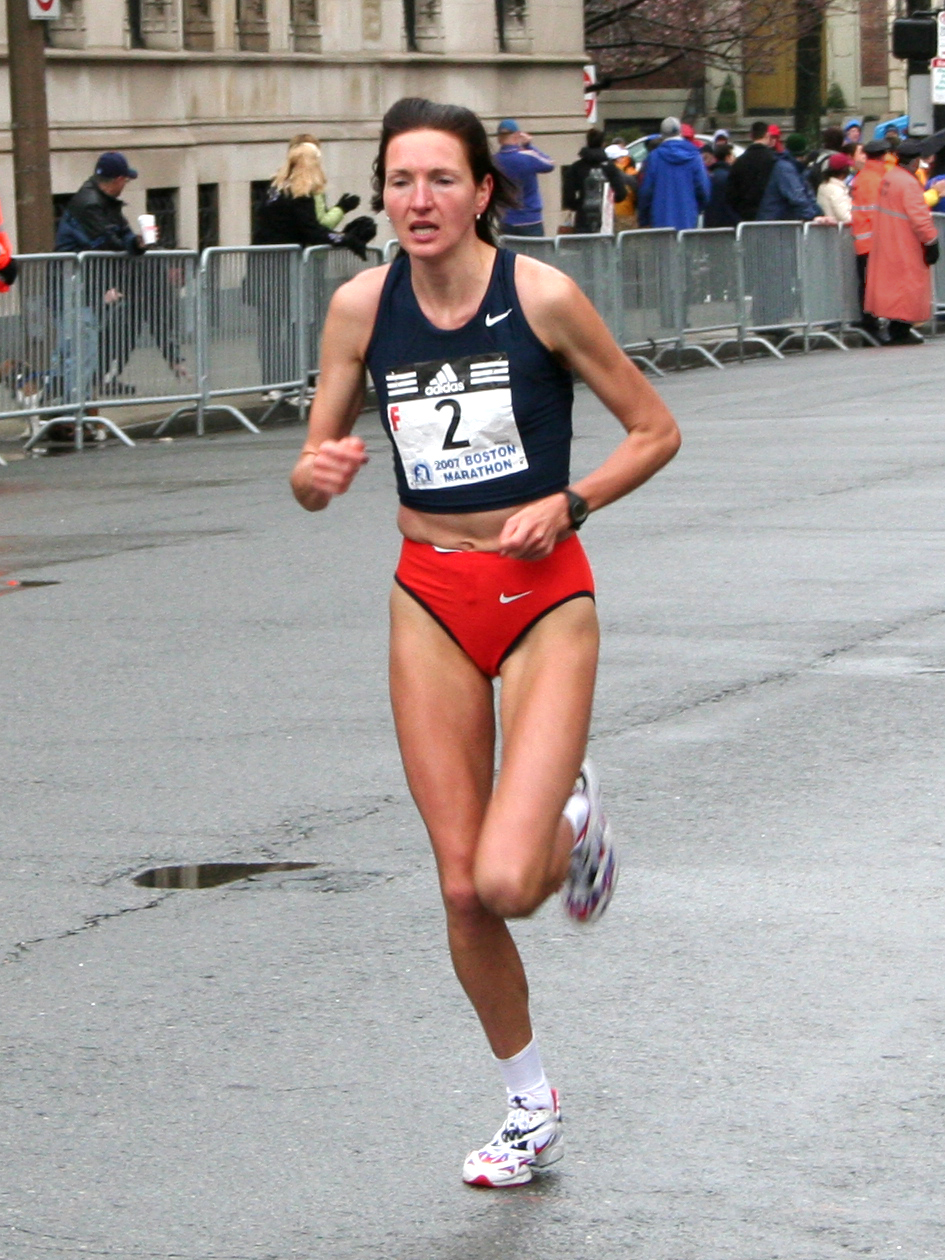
Jeļena Prokopčuka erreichte Platz zehn

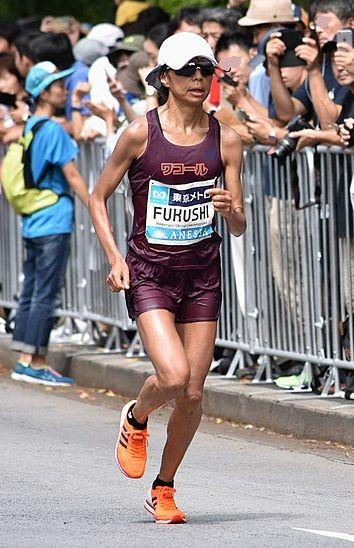
Kayoko Fukushi – Platz elf
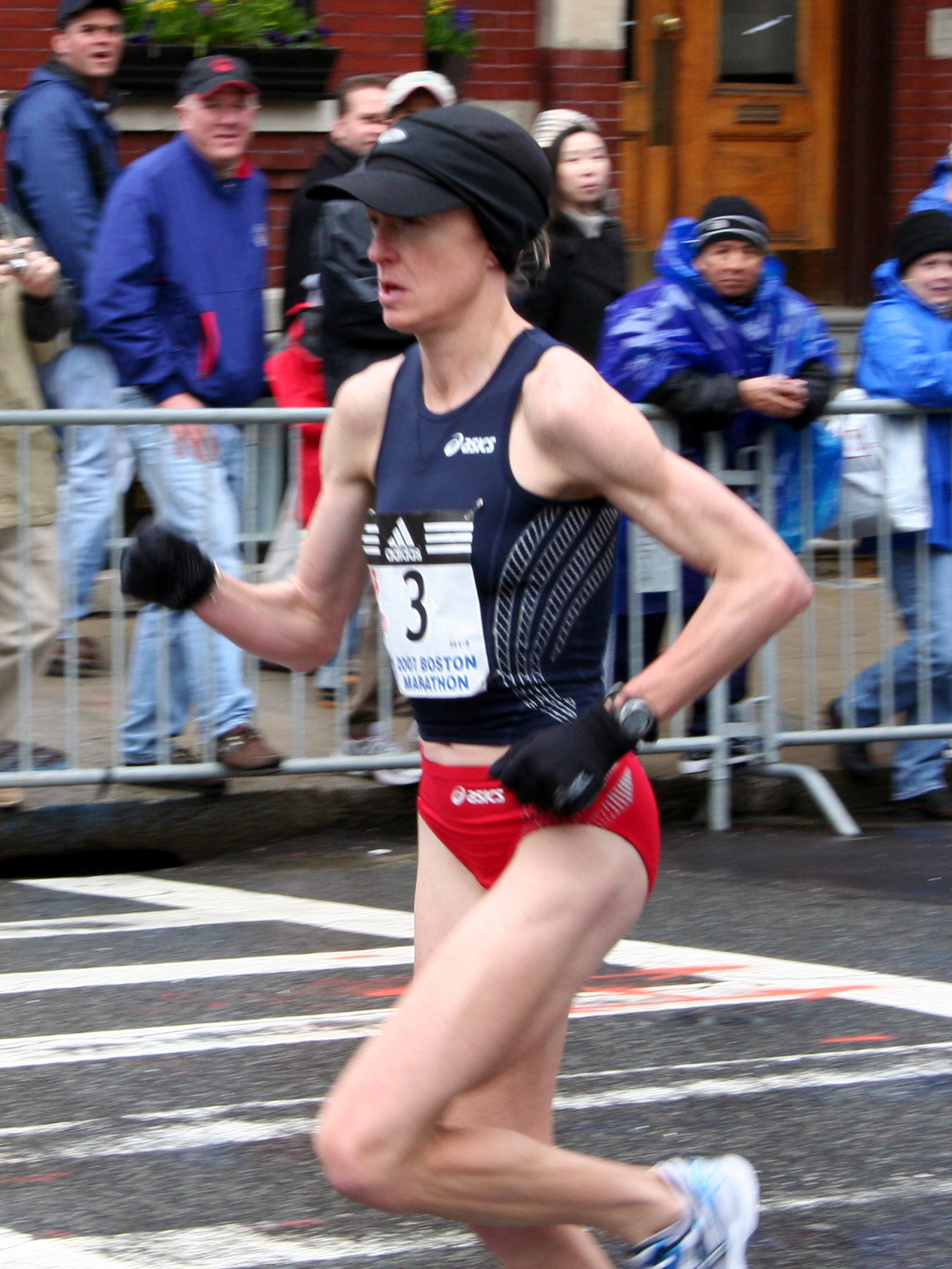
Deena Kastor – Rang zwölf
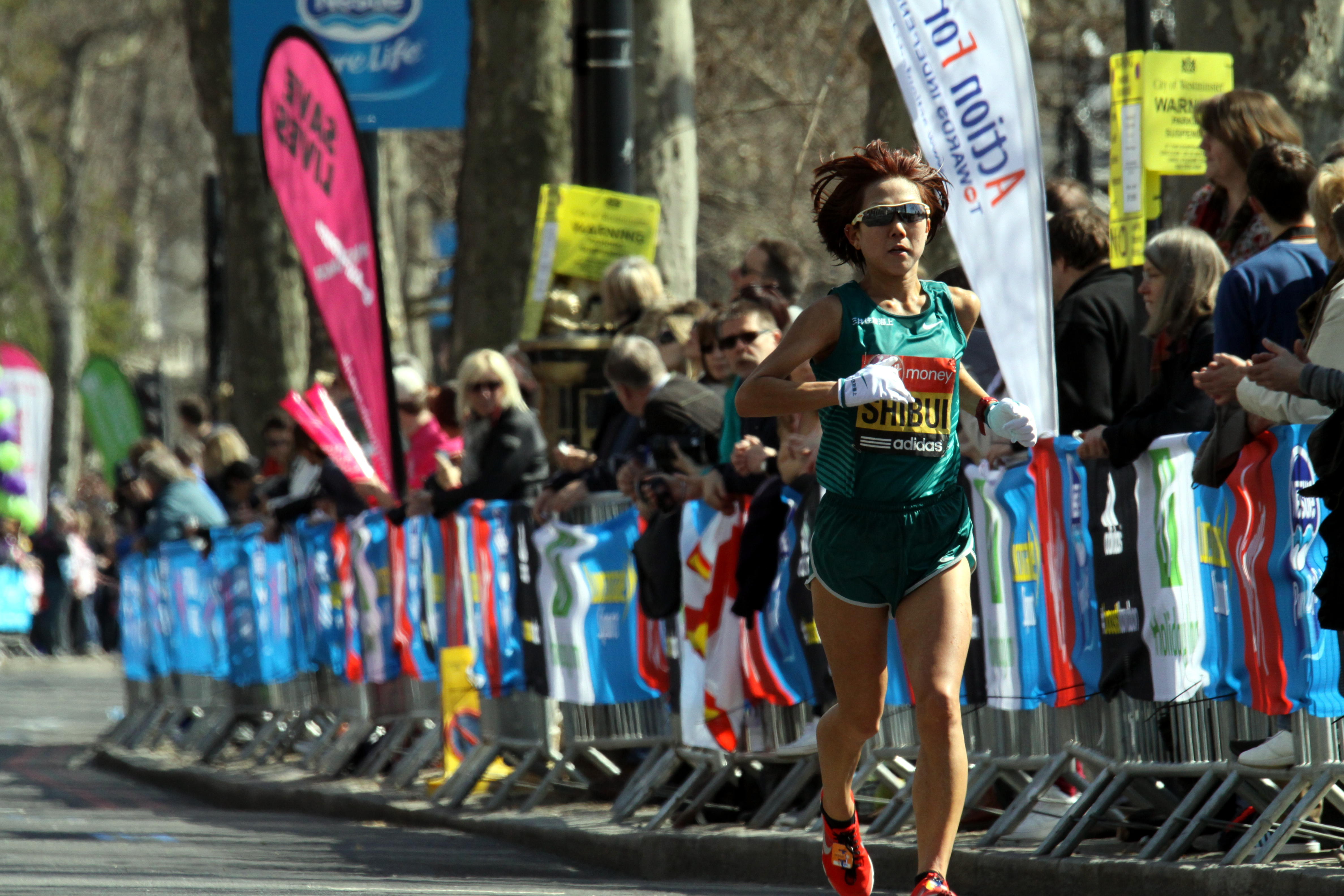
Yōko Shibui kam auf den vierzehnten Platz
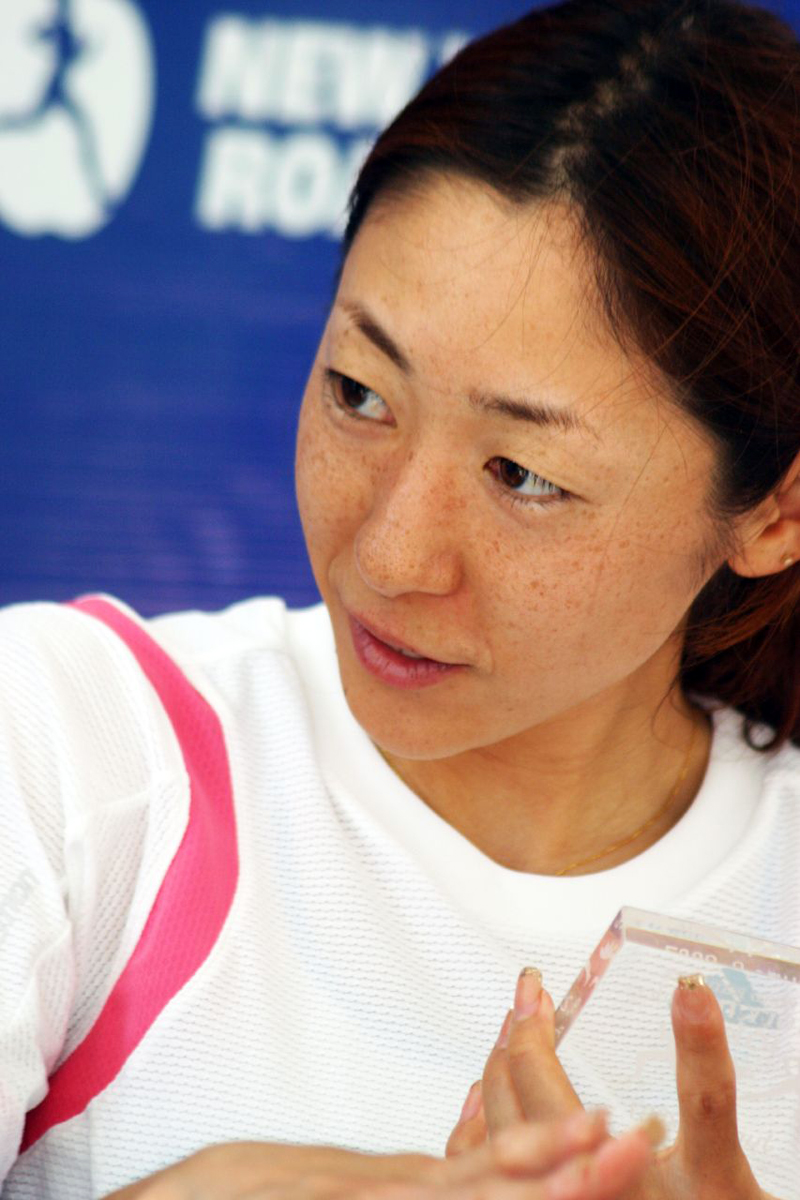
Megumi Oshima – Rang fünfzehn
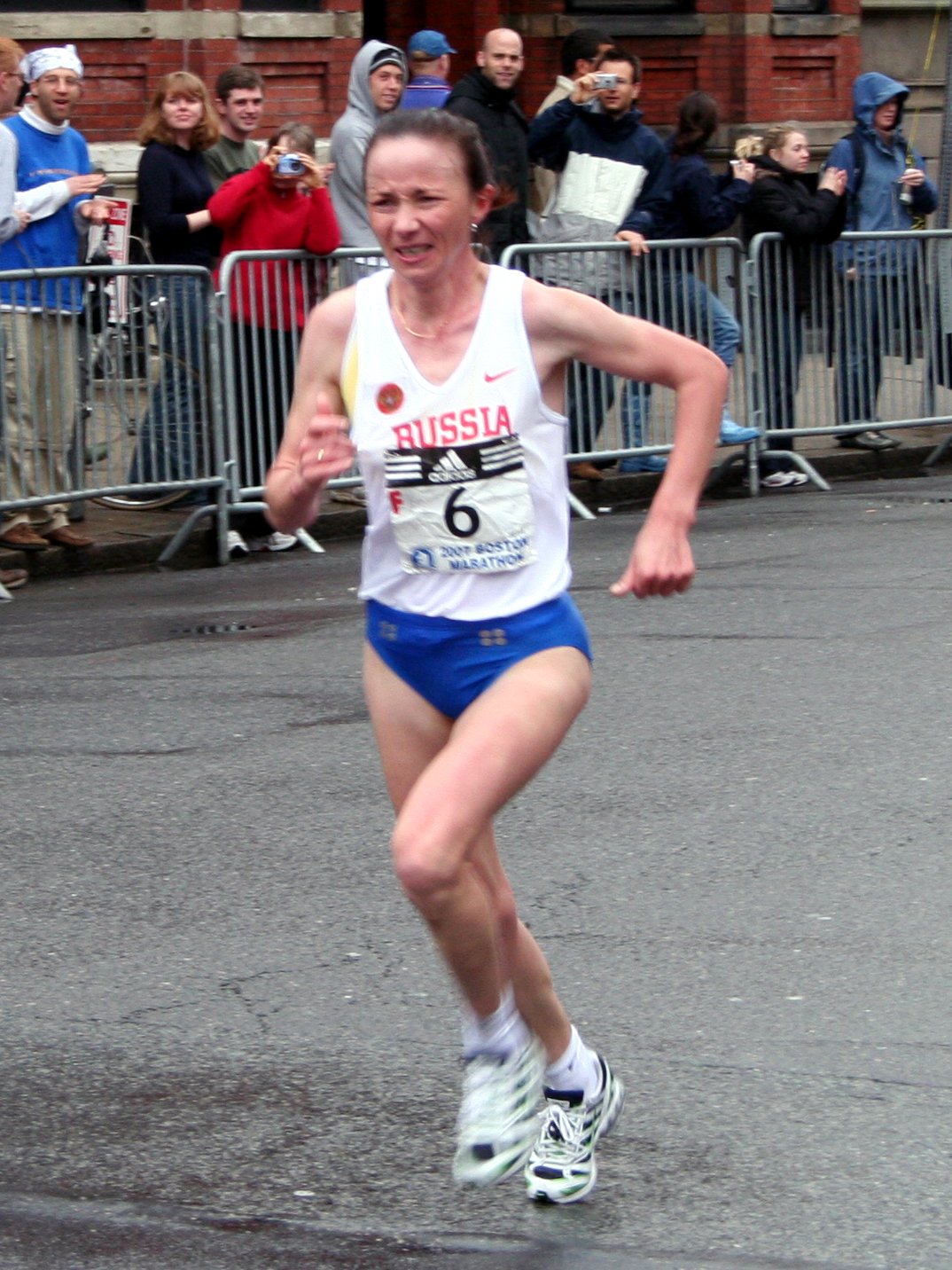
Lidija Grigorjewa wurde Sechzehnte
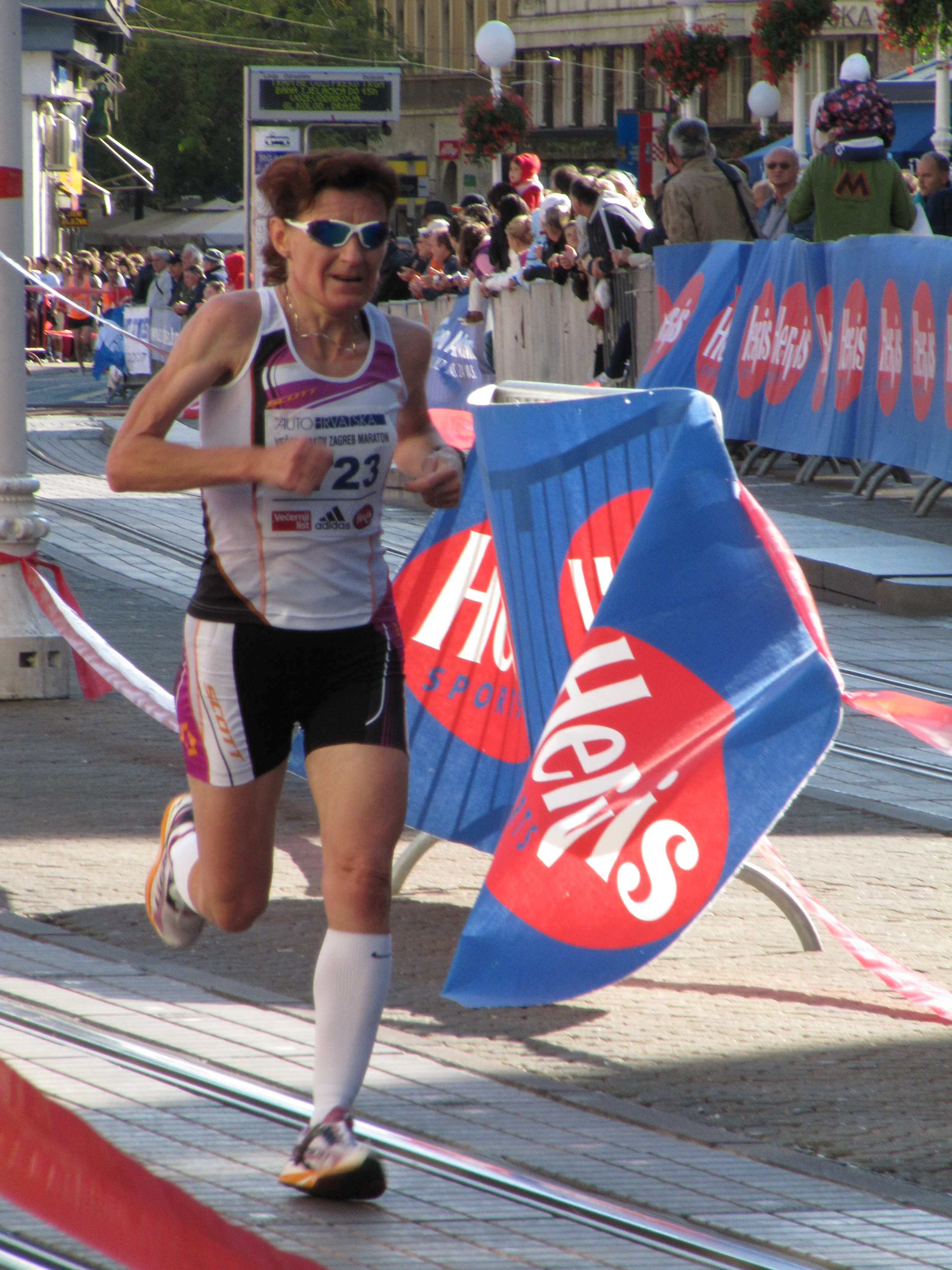
Rang achtzehn für Helena Javornik
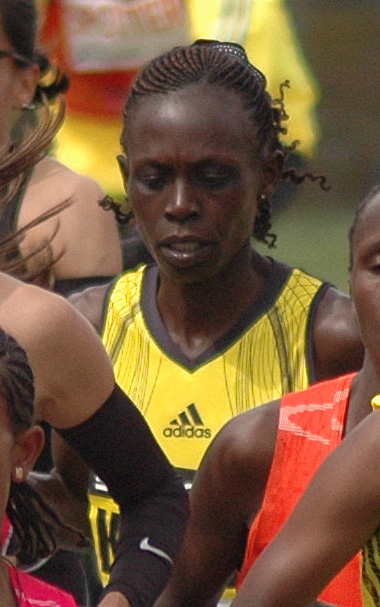
Salina Jebet Kosgei – Platz neunzehn

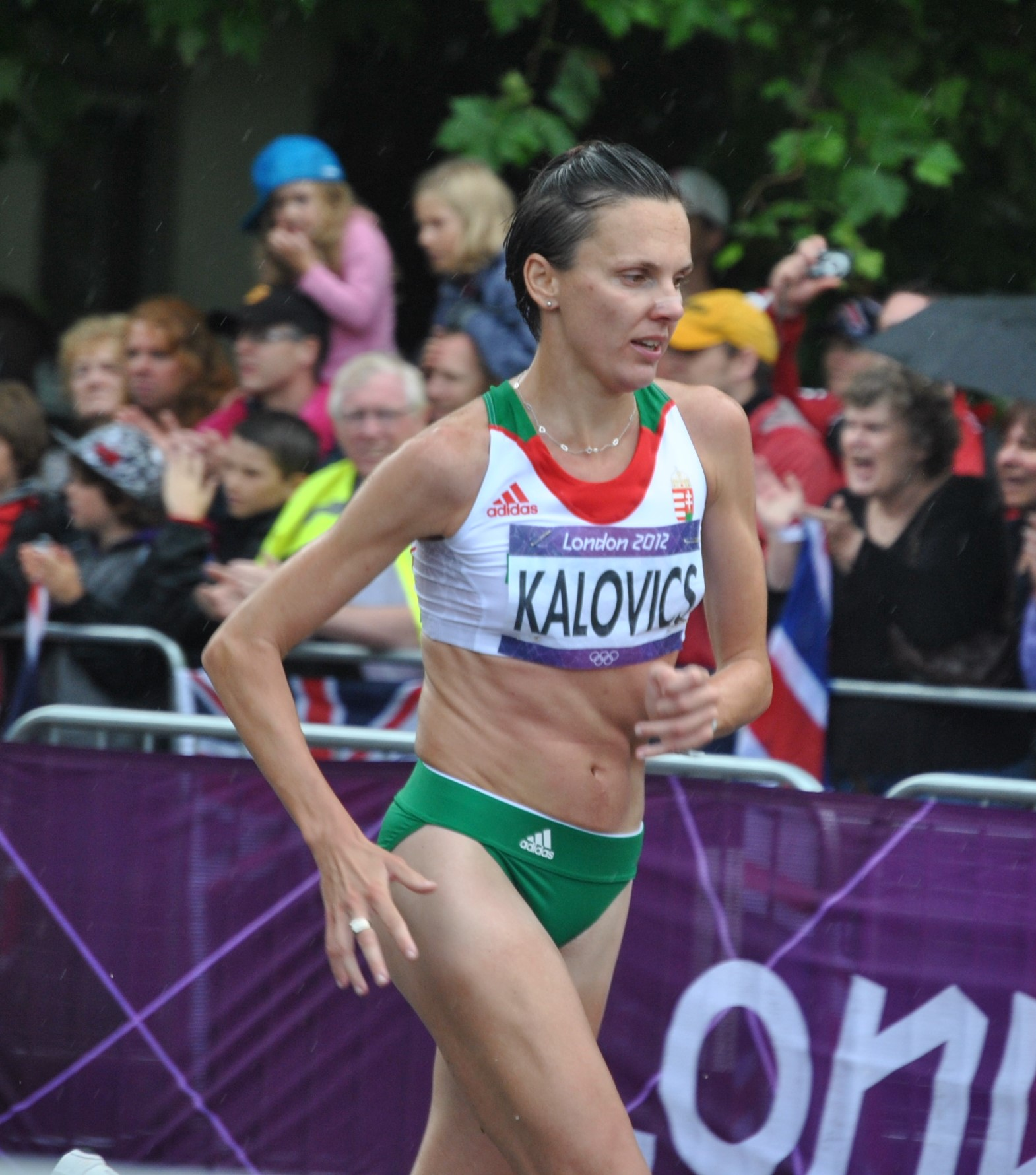
Anikó Kálovics – Platz zwanzig
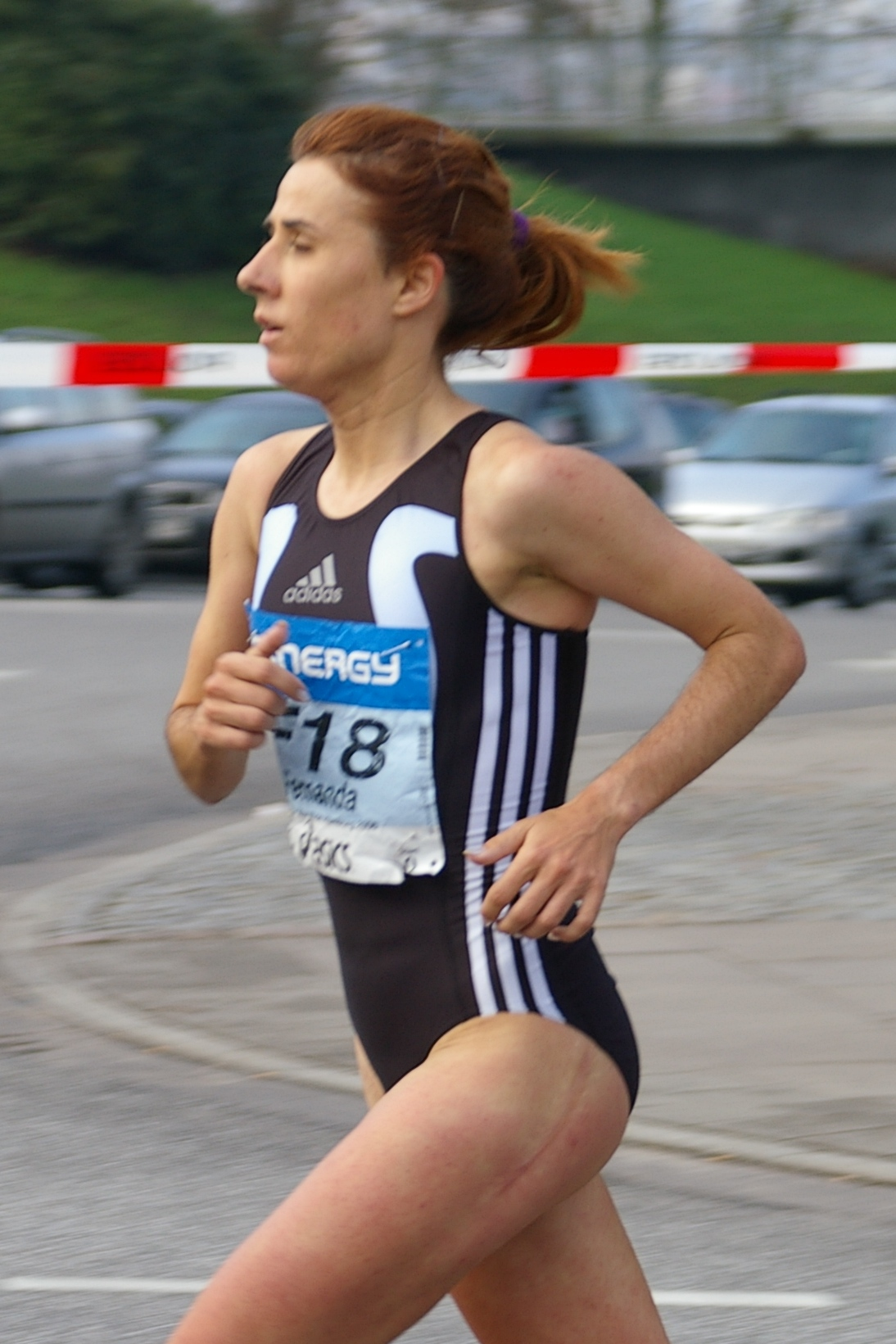
Fernanda Ribeiro, unter anderem 1996 Olympiasiegerin und 1995 Weltmeisterin, kam nicht ins Ziel
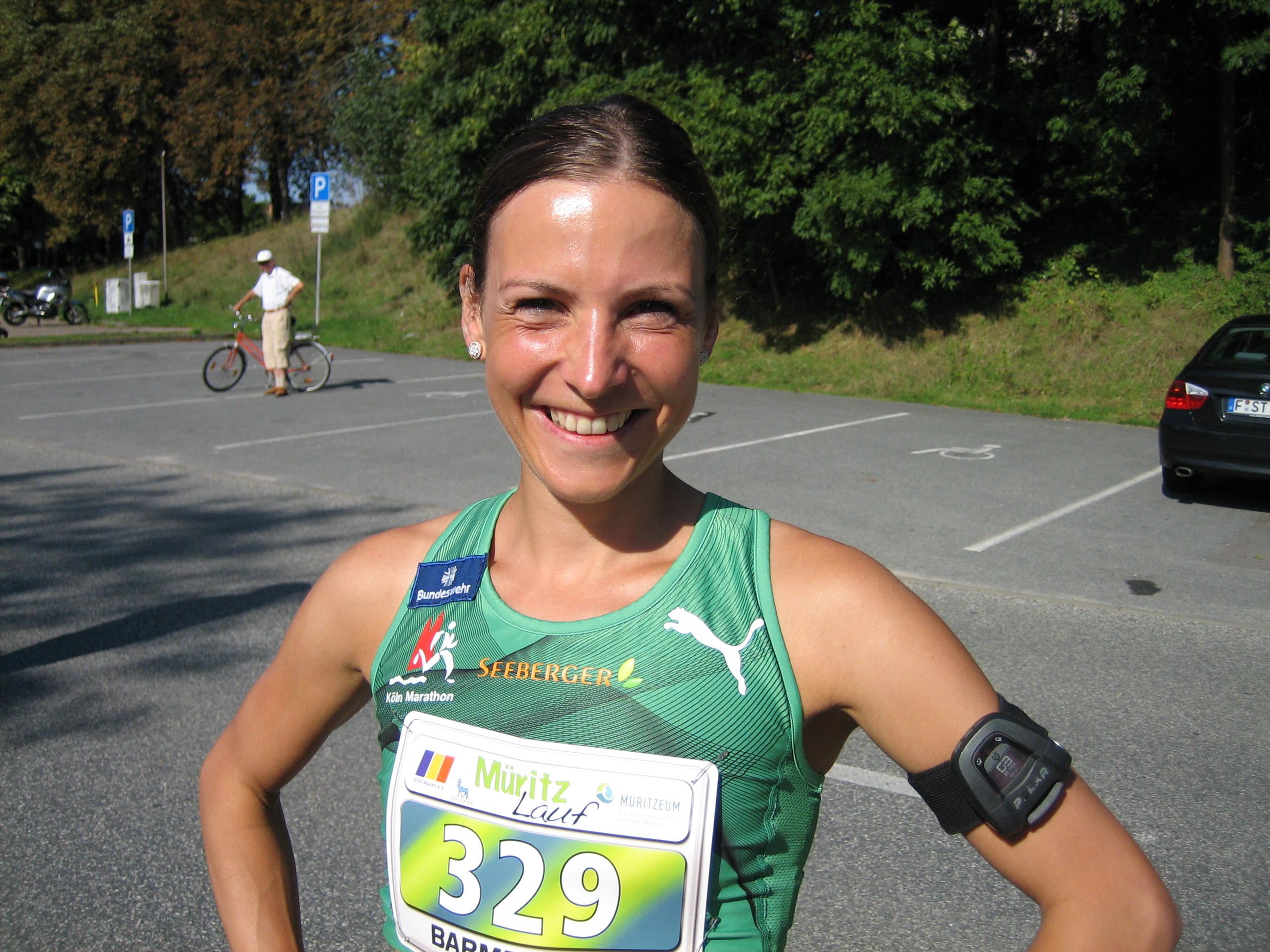
Sabrina Mockenhaupt – Rennen nicht beendet